# 特庸镇
特庸镇，是中华人民共和国江苏省盐城市射阳县下辖的一个乡镇级行政单位。

## 行政区划
特庸镇下辖以下地区：
码头社区、北洋社区、九里社区、红旗社区、永丰社区、王村社区、金山村、永兴村、全港村、洋西村、长胜村和盘洋村。